# Gabriele Loges
Gabriele Loges geb. Steinhart (* 4. Oktober 1957 in Dettingen, Baden-Württemberg) ist eine deutsche Autorin und Journalistin.

## Leben
Loges wurde in Dettingen geboren und wuchs dort auf. Nach der Mittleren Reife absolvierte sie zunächst eine Ausbildung zur Bibliothekarin. Anschließend holte sie das Abitur nach und studierte Germanistik und Philosophie in Tübingen. Von 1988 bis 2008 leitete sie die Stadtbücherei von Gammertingen. Seit 2009 wirkt sie als freie Autorin und Journalistin. Zudem ist sie Dozentin für Kreatives Schreiben.  Loges ist unter anderem Mitglied im Verband deutscher Schriftstellerinnen und Schriftsteller und im PEN-Zentrum Deutschland. Als Autorin verfasst sie Lyrik und Prosa (Erzählungen, Kurzgeschichten und Essays).
Sie lebt und arbeitet heute (Stand 2022) in Hettingen.

## Werke
- Wortfugen und Innenräume. 2. Auflage Geest-Verlag, Vechta 2002, ISBN 3-936389-04-7.
- Der Tisch des Dichters. Geest-Verlag, Vechta 2004, ISBN 3-937844-05-8.
- Hier wie anderswo. Geschichten aus Hettingen. Geest-Verlag, Vechta 2007, ISBN 978-3-86685-087-3.
- mit Siegfried Gebhardt, Mona Chaib: Damals war ich fremd. Geschichten von Menschen, die den Weg zu uns gefunden haben. Geest-Verlag, Vechta 2010, ISBN 978-3-86685-271-6.
- Paris, Sigmaringen oder die Freiheit der Amalie Zephyrine von Hohenzollern, Klöpfer & Meyer, Tübingen 2013, ISBN 978-3-86351-069-5 und Gmeiner-Verlag, Meßkirch 2018, ISBN 978-3-8392-2246-1.
- Die Glastür und andere Begegnungen. Kurzprosa und Bilder. Geest-Verlag, Vechta 2020, ISBN 978-3-86685-803-9.

## Auszeichnungen
- 2007: Chevalier dans l’Ordre des Palmes Académiques.[3]